# Glonț

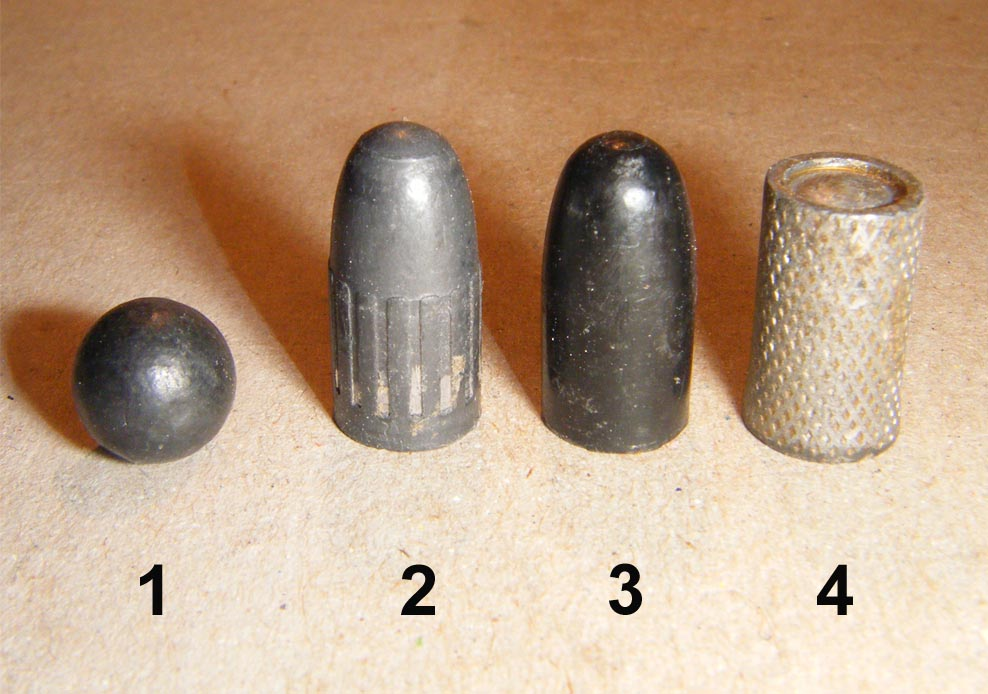
Diferite tipuri de gloanțe:
1. Glonț sferic
2. Glonț ogival, cu plumb
3. Glonț ogival, cu un strat de teflon
4. Glonț plat

Glonțul (de asemenea glonte) este un proiectil propulsat de o armă de foc sau de o armă cu aer comprimat. În mod normal, gloanțele nu conțin explozibili, dar deteriorează ținta datorită impactului, penetrând-o. Cuvântul „glonț” este uneori folosit în limbajul cotidian pentru a se referi la muniție, în general, sau pentru un cartuș, care este o combinație de glonț, carcasă, pulbere și grund. 
În secolul al XIX-lea, până la apariția glonțului Minié, gloanțele erau doar de formă sferică. 